# Sitalcas ruralis
Genre
Espèce
Sitalcas ruralis, unique représentant du genre Sitalcas, est une espèce d'araignées aranéomorphes de la famille des Linyphiidae.

## Distribution
Cette espèce est endémique de l'État de New York aux États-Unis,.

## Publication originale
- Bishop & Crosby, 1938 : Studies in Ameran spiders: Miscellaneous genera of Erigoneae, Part II. Journal of the New York Entomological Society, vol. 46, p. 55-107.